# 習志野市立屋敷小学校
習志野市立屋敷小学校（ならしのしりつ やしきしょうがっこう）は、千葉県習志野市屋敷二丁目にある公立小学校。敷地内には屋敷幼稚園が隣接している。

## 沿革
- 1972年4月 - 習志野市立屋敷小学校として新設創設
- 2022年1・2月 - 50周年記念式典をする。

## 交通
- 総武本線幕張本郷駅下車
- 京成千葉線
- 京成幕張本郷駅下車
- 京成本線京成大久保駅下車